# Comté de Lotbinière
Pour les articles homonymes, voir Lotbinière.
Le comté de Lotbinière était un comté municipal du Québec ayant existé entre 1855 et le début des années 1980. Le territoire qu'il couvrait est aujourd'hui compris dans les régions administratives de Chaudière-Appalaches et du Centre-du-Québec, et couvrait une partie des MRC actuelles de Lotbinière et de Bécancour. Son chef-lieu était la municipalité de Sainte-Croix.

## Municipalités situées dans le comté
- Deschaillons (fusionné à Deschaillons-sur-Saint-Laurent en 1990[2])
- Deschaillons-sur-Saint-Laurent
- Fortierville (détaché de Sainte-Philomène-de-Fortierville en 1913; les deux municipalités ont été réunies en 1998[3])
- Laurier-Station (détaché de Saint-Flavien en 1951[4])
- Leclercville (détaché de Sainte-Emmélie en 1874[5])
- Lotbinière (détaché de Saint-Louis-de-Lotbinière en 1914[6])
- Notre-Dame-du-Sacré-Cœur-d'Issoudun
- Saint-Agapit (créé en 1979 de la fusion de la municipalité de paroisse de Saint-Agapit-de-Beaurivage, créée en 1867, et du village de Saint-Agapitville, qui s'en était détaché en 1911[7])
- Saint-Antoine-de-Tilly
- Saint-Apollinaire
- Sainte-Agathe (détaché de la municipalité de paroisse de Sainte-Agathe en 1914[8], renommé Sainte-Agathe-de-Lotbinière lors de la fusion avec la municipalité de paroisse en 1999)
- Sainte-Agathe (municipalité de paroisse) (fusionné à Sainte-Agathe en 1999[8])
- Sainte-Croix (détachée de la municipalité de paroisse de Sainte-Croix en 1921[9])
- Sainte-Croix (municipalité de paroisse) (fusionné à Sainte-Croix en 2001[9])
- Saint-Édouard-de-Lotbinière (détaché de Saint-Louis-de-Lotbinière en 1862[10])
- Sainte-Emmélie (détaché de Saint-Louis-de-Lotbinière et de Saint-Jean-de-Deschaillons en 1862, fusionné à Leclercville en 2000[5])
- Sainte-Philomène-de-Fortierville (détaché de Saint-Jean-Deschaillons en 1882, fusionnée à Fortierville en 1998[11])
- Saint-Flavien (détaché de la municipalité de paroisse de Saint-Flavien en 1912[12])
- Saint-Flavien (municipalité de paroisse) (fusionné à Saint-Flavien en 1999[12])
- Saint-Gilles
- Saint-Jacques-de-Parisville (détaché de Saint-Jean-de-Deschaillons en 1901; renommé Parisville en 1986[13])
- Saint-Janvier-de-Joly (détaché de Saint-Édouard-de-Lotbinière en 1944[14])
- Saint-Louis-de-Lotbinière (fusionné à Lotbinière en 1978[6])
- Saint-Narcisse-de-Beaurivage (détaché de Saint-Gilles, de Saint-Lambert-de-Lauzon, de Saint-Bernard et de Saint-Patrice-de-Beaurivage en 1874[15])
- Saint-Octave-de-Dosquet (détaché de Saint-Flavien, Saint-Agapit-de-Beaurivage et Sainte-Anastasie-de-Nelson en 1918; renommé Dosquet en 1996[16])
- Saint-Patrice-de-Beaurivage (détaché de la municipalité de paroisse de Saint-Patrice-de-Beaurivage en 1921[17])
- Saint-Patrice-de-Beaurivage (municipalité de paroisse) (détaché de Saint-Sylvestre et de Saint-Gilles en 1871; fusionné à Saint-Patrice-de-Beaurivage en 1984[17])
- Saint-Sylvestre (détaché de la municipalité de paroisse de Saint-Sylvestre en 1919[18])
- Saint-Sylvestre (municipalité de paroisse) (fusionné à Saint-Sylvestre en 1996[18])

## Formation
Le comté de Lotbinière comprenait à sa création les paroisses de Saint-Sylvestre, Sainte-Agathe, Saint-Gilles, Saint-Antoine, Saint-Flavien, Sainte-Croix, Lotbinière, Saint-Jean et Deschaillons, ainsi que les augmentations des seigneuries de Deschaillons et de Lotbinière et la partie de la seigneurie de Sainte-Croix non comprise dans les paroisses mentionnées. 